# Max Hartung
Max Hartung (Aquisgrán, 8 de octubre de 1989) es un deportista alemán que compite en esgrima, especialista en la modalidad de sable.
Ganó tres medallas en el Campeonato Mundial de Esgrima, en los años 2014 y 2015, y doce medallas en el Campeonato Europeo de Esgrima entre los años 2010 y 2019.
Participó en tres Juegos Olímpicos de Verano, entre los años 2012 y 2020, ocupando el cuarto lugar en Tokio 2020 y el quinto en Londres 2012, en el torneo por equipos.

## Palmarés internacional
| Campeonato Mundial | Campeonato Mundial      | Campeonato Mundial | Campeonato Mundial |
| Año                | Lugar                   | Medalla            | Prueba             |
| ------------------ | ----------------------- | ------------------ | ------------------ |
| 2014               | Kazán (Rusia)           | Medalla de oro     | Sable por equipos  |
| 2015               | Moscú (Rusia)           | Medalla de bronce  | Sable individual   |
| 2015               | Moscú (Rusia)           | Medalla de bronce  | Sable por equipos  |
| Campeonato Europeo |                         |                    |                    |
| Año                | Lugar                   | Medalla            | Prueba             |
| 2010               | Leipzig (Alemania)      | Medalla de bronce  | Sable por equipos  |
| 2011               | Sheffield (Reino Unido) | Medalla de plata   | Sable por equipos  |
| 2011               | Sheffield (Reino Unido) | Medalla de bronce  | Sable individual   |
| 2012               | Legnano (Italia)        | Medalla de bronce  | Sable por equipos  |
| 2014               | Estrasburgo (Francia)   | Medalla de bronce  | Sable por equipos  |
| 2015               | Montreux (Suiza)        | Medalla de oro     | Sable por equipos  |
| 2015               | Montreux (Suiza)        | Medalla de plata   | Sable individual   |
| 2017               | Tiflis (Georgia)        | Medalla de oro     | Sable individual   |
| 2018               | Novi Sad (Serbia)       | Medalla de oro     | Sable individual   |
| 2018               | Novi Sad (Serbia)       | Medalla de bronce  | Sable por equipos  |
| 2019               | Düsseldorf (Alemania)   | Medalla de oro     | Sable por equipos  |
| 2019               | Düsseldorf (Alemania)   | Medalla de bronce  | Sable individual   |